# Anu Kaal
Anu Kaal (Tallinn, 4. studenoga 1940.) je estonska pjevačica koloraturnog soprana. Rodno ime joj je Anu Kindlam. Godine 2001. odlikovana je Ordenom Bijele zvijezde .

## Životopis
Studirala je na Tallinna Muusikakool i Estonskoj akademiji za glazbu i kazalište. Studirala je u La Scali, kod Renate Carosio.
Od 1967. do 1996. bila je operna solistica. Pjevala je s Georgom Otsom. Od 1984. predaje na Estonskoj akademiji za glazbu i kazalište.

### Osobni život
Kaal je bila partnerica baletana i glumca Väina Arena od 1986. do njegove smrti 2023.